# Sophelikoptern
Sophelikoptern is een Zweedse film uit 2016 van Jonas Selberg Augustsén. De film is geïnspireerd door een gedicht van de dichter Gunnar Ekelöf; de dialogen zijn in het Romani en Zweeds. Bij de uitreiking van de Guldbagge werd Sophelikoptern bekroond met de prijs voor beste filmmuziek. Deze droogkomische roadmovie werd in het zwart-wit opgenomen.

## Samenvatting
De inleiding bestaat uit minutenlange beelden van een nachtelijke helikopterlandplaats met voorbijlopende herten en de tekst: „In de stilte van de nacht vliegt alleen maar de vuilnishelikopter.”
Grootmoeder wil haar oude uurwerk terug, ofschoon het niet meer slaat: het is reeds een jaar bij de horlogemaker. Ze telefoneert haar familie, die honderden kilometers weg woont. De broers Baki en Saska en hun zus Enesa halen de klok op bij de horlogemaker. Hun vader geeft hun een rol noppenfolie mee; dat kan altijd te stade komen.
Onderweg stopt het drietal bij ’s werelds grootste kaasschep: „Wat een grote kaasschep!”. Ze bezoeken tevens het dorp waar de tot voor kort grootste stoel ter wereld staat, maar de inwoners dynamiteren hem omdat een ander dorp een nog grotere stoel gebouwd heeft. Wanneer ze per ongeluk een kalf omverrijden, overnachten ze op de boerderij. ’s Anderendaags slaan ze de feestelijke intocht van de koeien in het dorp gade. Ze houden halt bij de Botnische Golf; een van de broers vindt dit geheimzinnig en vraagt zich af wat er dan wel aan de andere kant zou kunnen liggen. De andere broer antwoordt „Finland” en ze vervolgen hun reis. Voor onderweg hebben ze een Zweeds boek met kruiswoordraadsels mee. Een van de broers is ervan overtuigd dat een van de woorden in zijn kruiswoordraadsel sophelikopter moet zijn, maar de andere tracht hem ervan te overtuigen dat ‘vuilnishelikopters’ niet bestaan. 
Onder elkaar spreken de drie Romani. Telkenmale wanneer ze een vreemdeling tegenkomen, begint die in het Engels tegen hen, waarop ze steevast „Vi pratar svenska” antwoorden. In een afgelegen dorp bezoekt Enesa een tentoonstelling over de holocaust. In de inkomzaal van de expositiehal slaapt een dakloze, die ter zelfverdediging een taser heeft. Wanneer een van haar broers terugkomt, schokt Enesa hem bij wijze van grap, waarop hij in het ziekenhuis belandt. De arts vindt hun klok heel mooi.
Een groep gemaskerde bandieten steelt enkele schilderijen, maar hun voertuig vat vuur langs de weg. Het drietal geeft hun een lift en pakt de schilderijen ter bescherming met de rol noppenfolie in. Een van de broers vraagt wat ze van het woord sophelikopter in zijn kruiswoordraadsel vinden. Een van de dieven zegt dat vuilnishelikopters niet bestaan, maar dat hun klok wel mooi is. Uiteindelijk, nadat de dieven gearresteerd zijn, moeten de drie een verklaring aan de politie afleggen. De politieagent vindt hun klok heel mooi.
Wanneer ze ten langen leste aan het huis van grootmoeder aankomen, ligt zij op het tapijt; ze heeft een been gebroken. In afwachting van de ziekenwagen vertelt ze over haar droom, waarin ze een oude landloper tegenkwam die haar vertelde dat ze geen angst hoefde te hebben, want de vuilnishelikopter was in aantocht. Enesa, Baki en Saska zijn het erover eens dat dit onmogelijk is.

## Receptie
De wereldpremière van Sophelikoptern vond plaats in Londen in oktober 2015. De film werd vergeleken met het werk van Jim Jarmusch en Aki Kaurismäki. Een recensent noemde de prent een ‘minimalistische, monochrome roadmovie met een surreëel gevoel voor humor’.